# Rhaphiptera
Rhaphiptera – rodzaj chrząszczy z rodziny kózkowatych i podrodziny zgrzypikowych. 

## Zasięg występowania
Przedstawiciele tego rodzaju występują w Ameryce Południowej od Gujany Francuskiej i Peru na płn. po Argentynę na płd.

## Systematyka
Do Rhaphiptera należy 27 gatunków:

- Rhaphiptera affinis
- Rhaphiptera albicans
- Rhaphiptera albipennis
- Rhaphiptera alvarengai
- Rhaphiptera annulicornis
- Rhaphiptera apeara
- Rhaphiptera avicenniae
- Rhaphiptera boliviana
- Rhaphiptera candicans
- Rhaphiptera clarevestita
- Rhaphiptera delmari
- Rhaphiptera durantoni
- Rhaphiptera elegans
- Rhaphiptera gahani
- Rhaphiptera lavaissierorum
- Rhaphiptera melzeri
- Rhaphiptera nodifera
- Rhaphiptera obtusipennis
- Rhaphiptera oculata
- Rhaphiptera pallens
- Rhaphiptera punctulata
- Rhaphiptera rixator
- Rhaphiptera roppai
- Rhaphiptera scrutator
- Rhaphiptera seabrai
- Rhaphiptera tavakiliani
- Rhaphiptera triangulifera